# Boklobben
Boklobben är en halvö i Åland (Finland). Den ligger i den norra delen av landskapet, 30 km norr om huvudstaden Mariehamn.
I omgivningarna runt Boklobben växer i huvudsak barrskog. Runt Boklobben är det glesbefolkat, med 12 invånare per kvadratkilometer.